# Lorcan White
Pour les articles homonymes, voir White.
Lorcan White, de son vrai nom Mark Kannemeyer, est un auteur de bande dessinée sud-africain né en 1965. Le frère d'Anton Kannemeyer, dit Joe Dog, il est l'un des principaux animateurs de la revue Bitterkomix. Il a également contribué à Comix 2000.